# Lijst van hoogste bergen ter wereld

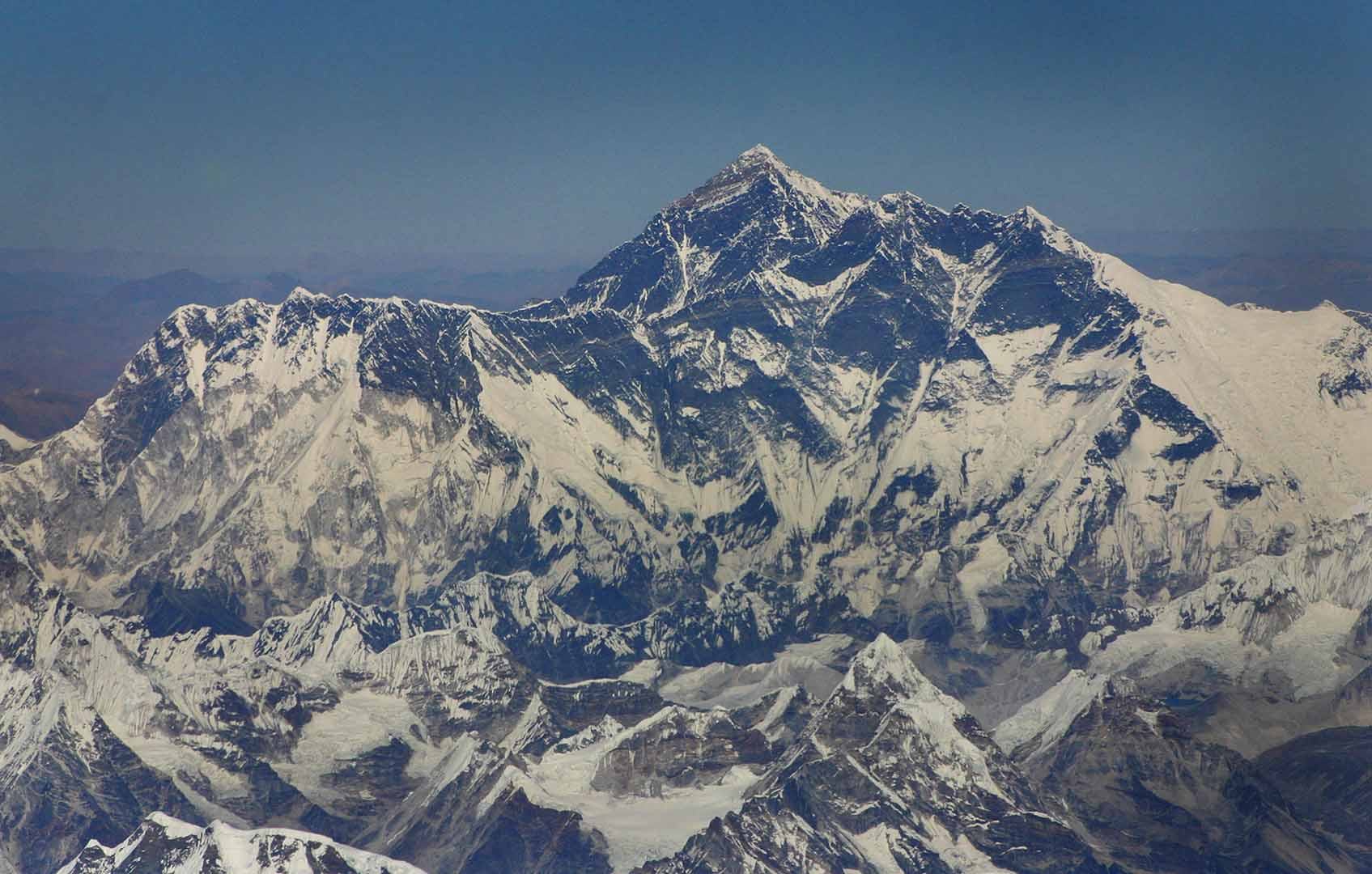
De Mount Everest

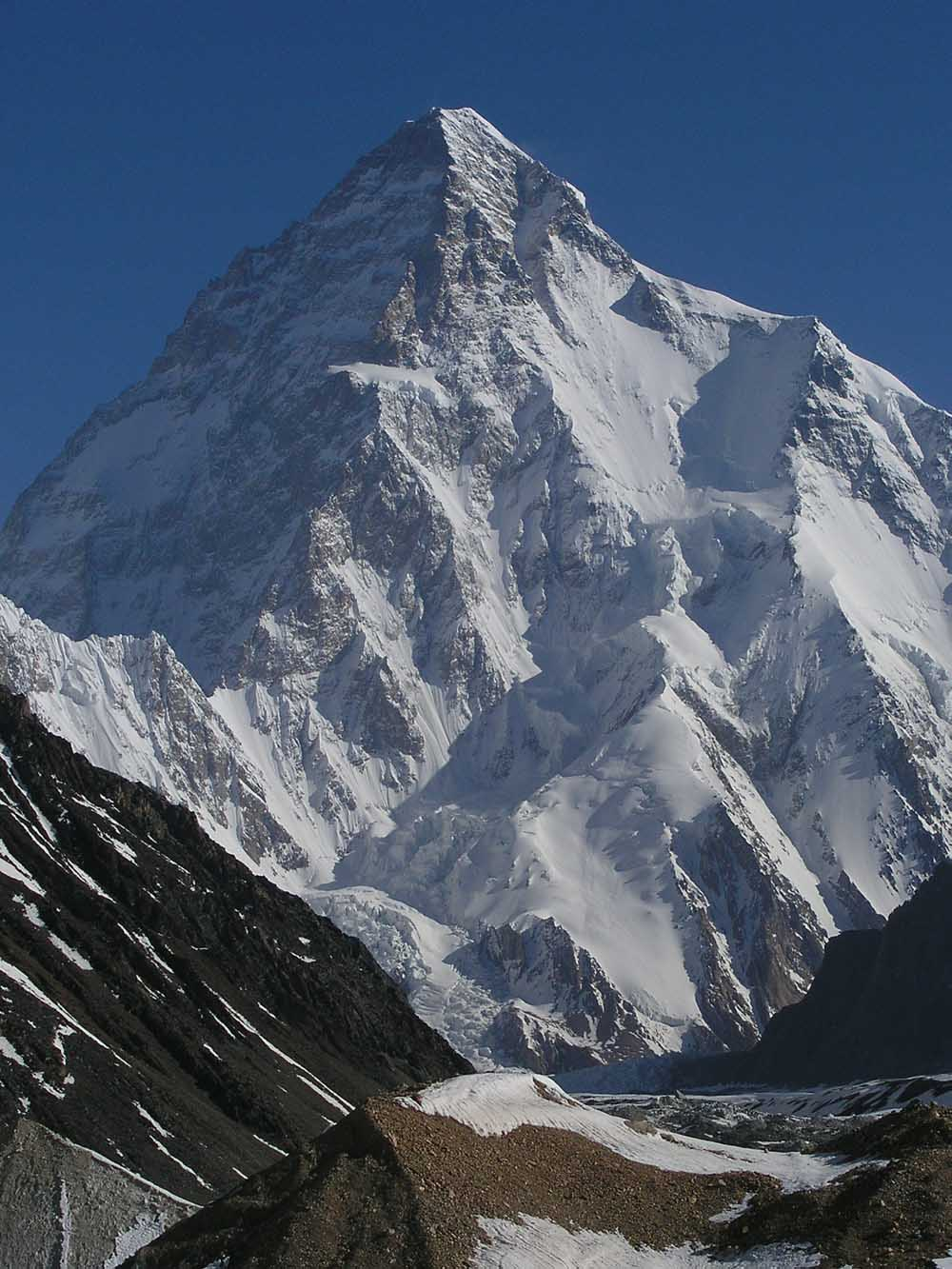
De K2

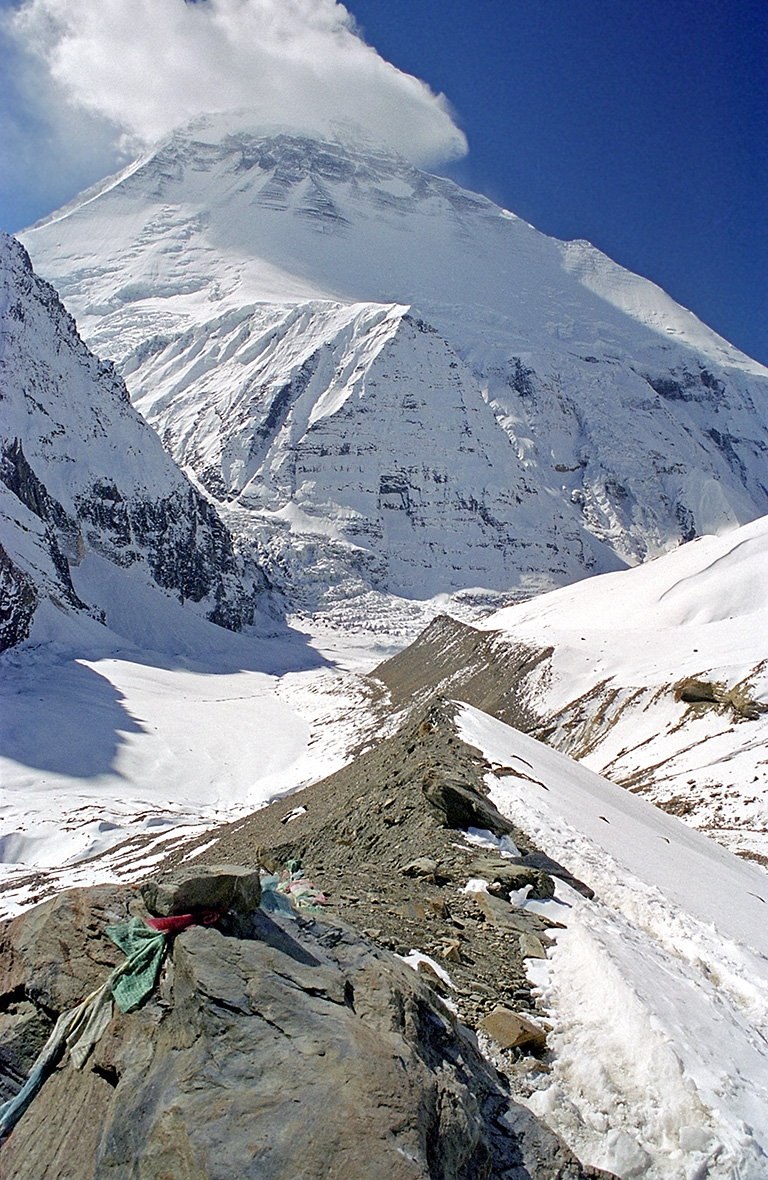
De Dhaulagiri

Dit is een lijst van hoogste bergen op Aarde die boven water liggen. 
| Naam van de berg | Hoogte | Gebergte  | Land            |
| ---------------- | ------ | --------- | --------------- |
| Mount Everest    | 8849 m | Himalaya  | Nepal, Tibet    |
| K2               | 8610 m | Karakoram | Pakistan, China |
| Kangchenjunga    | 8586 m | Himalaya  | Nepal, Sikkim   |
| Lhotse           | 8516 m | Himalaya  | Nepal, Tibet    |
| Makalu           | 8485 m | Himalaya  | Tibet, Nepal    |
| Lhotse Shar      | 8383 m | Himalaya  | Nepal, China    |
| Cho Oyu          | 8188 m | Himalaya  | Nepal, Tibet    |
| Dhaulagiri       | 8167 m | Himalaya  | Nepal           |
| Manaslu          | 8163 m | Himalaya  | Nepal           |
| Nanga Parbat     | 8126 m | Himalaya  | Pakistan        |
| Annapurna I      | 8091 m | Himalaya  | Nepal           |
| Gasherbrum I     | 8080 m | Karakoram | Pakistan, China |
| Broad Peak       | 8051 m | Karakoram | Pakistan, China |
| Gasherbrum II    | 8034 m | Karakoram | Pakistan, China |
| Shisha Pangma    | 8027 m | Himalaya  | Tibet           |

Afrika · Azië · Australië · Antarctica · Noord-Amerika · Zuid-Amerika · Europa · Oceanië
Buitenaards: Mars · Mercurius · Maan · Venus
1. Azië: Mount Everest (8849 m) · 2. Zuid-Amerika: Aconcagua (6962 m) · 3. Noord-Amerika: Denali (6190 m) · 4. Afrika: Kilimanjaro (5895 m) · 5. Europa: Elbroes (5642 m) / Mont Blanc (4811 m) · 6. Antarctica: Vinsonberg (4892 m) · 7. Oceanië: Puncak Jaya (4884 m)